# Calle de Alcalá
A Calle de Alcalá (rua de Alcalá) é uma das principais artérias de Madrid, tanto relativamente ao tráfego, tal como no que diz respeito ao comércio. Começa na emblemática Puerta del Sol e desemboca na Plaza de Eisenhower. O seu trajeto é paralelo ao da Avenida de América.